# Ектор Луїс Пальма Салазар
Ектор Луїс Пальма Саласар (ісп. Héctor Luis Palma Salazar; відомий, як Ель Гуеро Пальма (25 серпня 1962 , Orand, Сіналоа ) — колишній мексиканський наркоторговець і колишній лідер та засновник наркокартелю Сіналоа разом із Хоакіном «Ель Чапо» Гусманом. Екс-лідер картелю Гвадалахара. Засновник каральної групи бойовиків Лос-Негрос. Після жорстокого вбивства його родини за наказом його боса Мігеля Анхеля Фелікса Галлардо, Пальма взявся за низку жорстоких злочинів, щоб помститися за рідних. Пальма був заарештований 23 червня 1995 року та екстрадований до США, де він відбував ув'язнення до червня 2016 року. Потім його депортували назад до Мексики та звинуватили у подвійному вбивстві за вбивство двох поліцейських Наяріта ще в 1995 році. Пальма зараз ув'язнений у в'язниці Альтіплано поблизу Мехіко.

## Життєпис
Пальма розпочинав свою кримінальну кар'єру як автозлодій. Потім почав працювати на наркобарона Мігеля Фелікса Гальярдо під егідою наркокартеля Гвадалахара . Пальма став одним із лідерів картелю Гвадалахара, поряд з Ель Чапо та Ель Лобіту . Після втрати великої партії кокаїну, покладеної на Ель Лобіту Луїсом Пальмою, Лобіто було вбито, тоді як сам Пальма не постраждав. Після цього інциденту Пальма та Ель Чапо заснували картель Сіналоа.
У 1978 році Пальма був заарештований в американському штаті Аризона за незаконний обіг наркотиків і засуджений до 8 років ув'язнення в США. Після звільнення Пальма повернувся до торгівлі наркотиками і очолив картель Сіналоа разом із Ель Чапо. У 1995 році Пальма був заарештований вдруге після аварії 12-місного літака Lear Jet, але зміг уникнути суду. Після зростання впливу наркокартелю Лос-Сетас, Пальма разом з Ель Чапо створюють загін бойовиків Лос-Негрос. У 2008 році Лос-Негрос об'єдналися з картелем Бельтран Лейва.
Після дев'яти років перебування у федеральній в'язниці Атватер Пальма був екстрадований назад до Мексики в червні 2016 року, де його звинуватили в подвійному вбивстві поліцейських у 1995 році в Наяріті. Зараз він перебуває у в'язниці Альтіплано поблизу Мехіко.

## У культурі
У 2018 році вийшов телесеріал « Нарко: Мексика». Саласара зіграв актор Гірка Ласаос.